# Serjania tenuifolia
Serjania tenuifolia är en kinesträdsväxtart som beskrevs av Ludwig Radlkofer. Serjania tenuifolia ingår i släktet Serjania och familjen kinesträdsväxter. Inga underarter finns listade i Catalogue of Life.